# 2281 Biela
2281 Biela este un asteroid din centura principală, descoperit pe 26 octombrie 1971, de Luboš Kohoutek.